# أشلي مكينتوش
أشلي مكينتوش (بالإنجليزية: Ashley McIntosh)‏ هو لاعب كرة قدم أسترالية أسترالي، ولد في 20 أكتوبر 1972 في ملبورن في أستراليا.

## وصلات خارجية
- أشلي مكينتوش على موقع AustralianFootball.com (الإنجليزية)
- أشلي مكينتوش على موقع AFLtables.com (الإنجليزية)